# Жива стомана
Жива стомана (на английски: Real Steel) е американски филм от 2011 г. Филмът е частично базиран на разказа „Стомана“ (1956) на Ричард Матисън.

## Сюжет
Внимание:  Текстът по-долу разкрива сюжета на произведението (или части от него)!
През 2020 година хората боксьори са заменени от роботи. Чарли Кентън е бивш боксьор, собственик на робот. След като Чарли поема грижата за сина си Макс и последователно губи два робота, Макс открива на бунището робота АТОМ. След като ремонтират АТОМ, Чарли и Макс печелят серия от двубои и получават правото да участват на турнира „Real Steel“. АТОМ губи на финала, но става шампион на народа.

## Актьорски състав
| Актьор          | Роля         |
| Хю Джакман      | Чарли Кентън |
| Дакота Гойо     | Макс Кентън  |
| Еванджелин Лили | Бейли Талет  |
| Антъни Маки     | Фин          |
| Олга Фонда      | Фара Лемкова |
| Карл Юн         | Так Машидо   |
| Кевин Дюранд    | Рики         |
| Хоуп Дейвис     | Дебра        |
| Джеймс Ребхорн  | Марвин       |

## Награди и номинации
| Награда                              | Категория                 | Номиниран(и)              | Резултат  |
| ------------------------------------ | ------------------------- | ------------------------- | --------- |
| Награди на филмовата академия на САЩ | Най-добри визуални ефекти | Най-добри визуални ефекти | номинация |
| Сатурн                               | Най-добър млад актьор     | Дакота Гойо               | номинация |